# Fernando Romay
Pour les articles homonymes, voir Romay.
Fernando Romay Pereiro, né le 23 septembre 1959 à La Corogne, est un joueur espagnol de basket-ball.

## Biographie
Né en Galice, il fait toute sa carrière au Real Madrid, club avec lequel il accumule les titres, remportant deux fois la Coupe des Clubs champions, trois fois la Coupe des Coupes, une Coupe Korać, deux coupes intercontinentale et un titre de champion du monde des clubs sur le plan international. Sur le plan national, il remporte six titres de champion et cinq Coupe du Roi.
Il a également porté les couleurs de la sélection espagnole à 174 reprises. Avec celle-ci le résultat le plus significatif est une médaille d'argent lors des Jeux olympiques de 1984 à Los Angeles, pour sa deuxième apparition dans un tournoi olympique. Il a également participé à trois mondiaux et quatre Championnat d'Europe.
Il est le premier espagnol à être titulaire dans deux sports différents au plus haut niveau de chaque discipline. Il a ainsi été membres des Panthers de Madrid en football américain.

## Club
- 1976-1993 : Real Madrid

## Palmarès

### Club
compétitions internationales 
- Vainqueur de la Coupe des Clubs champions 1978, 1980
- Vainqueur de la Coupe des Coupes 1984, 1989, 1992
- Vainqueur de la Coupe Korać 1988
- Vainqueur de la Coupe intercontinentale 1977, 1978, 1981

 compétitions nationales 
- Champion d'Espagne 1977, 1979, 1980, 1982, 1984, 1985, 1986, 1993
- Vainqueur de la Coupe du Roi 1977, 1985, 1986, 1989, 1993

### Sélection nationale
Jeux olympiques d'été
- Médaille d'argent aux Jeux olympiques de 1984 de Los Angeles